# Masdevallia laucheana
Masdevallia laucheana är en orkidéart som beskrevs av J.Fraser. Masdevallia laucheana ingår i släktet Masdevallia och familjen orkidéer.
Artens utbredningsområde är Costa Rica. Inga underarter finns listade i Catalogue of Life.